# Tomass Dukurs
Tomass Dukurs (* 2. Juli 1981 in Riga) ist ein lettischer Skeletonfahrer.

## Werdegang
Tomass Dukurs ist der ältere Bruder des mehrfachen Welt- und Europameisters sowie Gesamtweltcupsiegers Martins Dukurs und wird unter anderem von seinem Vater Dainis Dukurs trainiert. Er debütierte im Januar 2000 bei einem Weltcuprennen in Lillehammer, wo er 39. wurde. Ein Jahr darauf trat er in Calgary erstmals bei einer Weltmeisterschaft an und wurde 29. Im Dezember 2001 wurde er in einem Europacup-Rennen in Altenberg Zweiter hinter Andy Böhme. Bei den Olympischen Winterspielen 2002 in Salt Lake City erreichte er den 21. Platz. Im Januar 2003 gewann er in Altenberg sein erstes Europacuprennen und schließlich die Gesamtwertung des Europacups der Saison 2002/03. Im Februar 2004 konnte er in Sigulda auf seiner Heimbahn auch erstmals ein Weltcuprennen gewinnen. Ein weiteres herausragendes Ergebnis erreichte er bei der Skeleton-Europameisterschaft 2007 in Königssee, wo er seinen Bruder Martins Dukurs auf den vierten Platz verwies. Im Weltcup erreichte er als Neunter auch seine bis dahin beste Platzierung im Gesamtweltcup. 2007/08 belegte er im Gesamtweltcup Rang 11, 2008/09 Rang 16 und 2009/10 konnte er sich auf Rang 4 steigern. Bei den Olympischen Winterspielen 2010 in Vancouver belegte er ebenfalls den 4. Platz.
In der Saison 2010/11 konnte er mit einem zweiten Platz in Cesana erneut das Podium erreichen; im Gesamtklassement wurde er Achter. Bei der Europameisterschaft 2011 in Winterberg wurde er Vierter, bei der Weltmeisterschaft in Königssee Neunter. In der Saison 2011/12 fuhr er durchgehend unter die ersten sieben und wurde Dritter im Gesamtweltcup. Bei der Europameisterschaft in Altenberg gewann er hinter seinem Bruder Martins Silber. In der Folgesaison platzierte er sich im Weltcup in allen neun Rennen zwischen 2 und 5 und wurde damit im Endklassement Zweiter, erneut hinter seinem Bruder. Bei der Europameisterschaft in Igls wurde er Dritter. Auch in der Olympiasaison 2013/14 belegte er im Weltcup den zweiten Platz und fuhr dabei sechs Mal auf das Podium. Bei der EM in Königssee gewann er ebenfalls Silber; bei den Olympischen Spielen 2014 von Sotschi verpasste er als Vierter eine Medaille erneut nur knapp.
Im Januar 2015 gewann Tomass Dukurs bei den Europameisterschaften in La Plagne seine dritte Bronzemedaille. Im Gesamtweltcup wurde er erneut hinter seinem Bruder Zweiter. Bei der Weltmeisterschaft gewann er mit Bronze seine erste WM-Medaille. Im Februar 2016 gewann er zeitgleich mit seinem Bruder erstmals Gold bei der Europameisterschaft in St. Moritz. Im Weltcup 2015/16 erreichte er vier Podestplätze und wurde in der Gesamtwertung Dritter hinter seinem Bruder sowie Yun Sung-bin. Bei der Weltmeisterschaft wurde er Sechster.

## Erfolge

### Gesamtweltcup
| Saison  | Platz | Punkte |
| ------- | ----- | ------ |
| 2003/04 | 019.  | 069    |
| 2004/05 | 017.  | 0154   |
| 2005/06 | 023.  | 0100   |
| 2006/07 | 09.   | 0278   |
| 2007/08 | 011.  | 0916   |
| 2008/09 | 016.  | 0761   |
| 2009/10 | 04.   | 1352   |
| 2010/11 | 08.   | 1242   |
| 2011/12 | 03.   | 1524   |
| 2012/13 | 02.   | 1746   |
| 2013/14 | 02.   | 1608   |
| 2014/15 | 02.   | 1526   |
| 2015/16 | 03.   | 1548   |
| 2016/17 | 09.   | 1218   |
| 2017/18 | 03.   | 1464   |
| 2018/19 | 07.   | 1272   |
| 2019/20 | 06.   | 1314   |
| 2020/21 | 03.   | 1226   |
| 2021/22 | 08.   | 1249   |

### Weltcupsiege
Einsitzer
| Nr. | Datum        | Ort     | Bahn                           |
| --- | ------------ | ------- | ------------------------------ |
| 1.  | 4. Feb. 2004 | Sigulda | Rennrodel- und Bobbahn Sigulda |